# 胡春华
胡春华（1963年4月1日— ），湖北五峰人，中国共产党、中华人民共和国政治人物，副国级领导人。现任第十四届全国政协副主席、党组副书记。北京大学中文系毕业，中共中央党校在職研究生学历。1983年4月加入中国共产党，是中共第十七届至二十届中央委员，十八至十九届中共中央政治局委员，第十四届全国政协委员。曾担任中国共青团中央书记处第一书记、河北省人民政府省长、中共内蒙古自治区党委书记、中共广东省委书记、国务院副总理等职。

## 经历

### 早年生活
1963年4月，胡春华出生在湖北省宜昌专区五峰县马岩墩村。父親名為王明俊，母親名為胡長梅。王家有7兄弟姊妹，胡春華排行第4。據說胡春華原姓王，上小學時，18歲的大姊突然病逝。王明俊為了安慰妻子，讓老四王春華轉隨母姓，改名為胡春華。 1979年，16岁的胡春华以全县文科“状元”的成绩考入北京大学中文系，成为五峰县历史上第一个考入北京大学的学生。在北大时，胡春华担任团总支副书记，被评为校三好学生，应届优秀毕业生。大学毕业之际，胡春华主动要求去西藏自治区工作。1983年7月，在人民大会堂召开毕业生大会上，作为毕业生代表，胡春华表示正是有了“改革开放”的政策，才改变了自己的家乡，一个曾经闭塞的内陆少数民族地区，同时也改变了自己的命运。所以他下决心去西藏工作，帮助少数民族地区也能实现现代化，这件事情在当时引起了轰动，《人民日报》也对此事进行了报导。

### 两度进藏
1983年8月，胡春华入藏，并先后在共青团西藏自治区委组织部，《西藏青年报》社，西藏饭店工作；1987年出任共青团西藏自治区委副书记，于1990年2月从正处级升为副厅级。1992年3月，胡春华获得外放机会，到西藏林芝地区行政公署任副专员（相当于副市长）；九个月后，他又回到共青团西藏自治区委，并升任书记；1995年，又外放至山南地区行政公署任专员（相当于市长），时年32岁。值得注意的是，在1988年到1992年底的这段时间，担任中共西藏自治区党委书记的，正是也曾担任过共青团领导的胡锦涛。胡春华在1996年9月到1997年7月间回到北京，在中共中央党校培训部一年制中青班学习，1997年12月调入共青团中央，任副部级的共青团中央书记处书记、兼全国青联副主席，1996年至1999年中共中央党校研究生院在职研究生班世界经济专业学习。2001年胡春华再次进藏，历任中共西藏自治区党委常委兼秘书长，自治区党委副书记，自治区政府常务副主席，自治区党校校长等职。第二次进藏5年之后2006年12月，胡春华又调回共青团中央，接替周强出任团中央第一书记，晋升为正部级。

### 任职河北
2008年3月，中共中央宣布任命胡春华任中共河北省委副书记，并提名河北省人民政府省长候选人。4月，45岁的胡春华被河北省人大常委會任命為河北省副省長、代省長，成为当时中国大陆最年轻的省级行政区领导人。胡春华在三鹿奶粉事件处理过程时任“三鹿奶粉重大安全事故应急处置领导小组组长”，2008年9月16日在石家庄公安局视察侦办情况时称：“对那些坑害消费者、坑害奶农的不法分子一定要严厉打击、依法严惩”。并于2008年12月7日在“石家庄市建设食品安全放心城市万人承诺签名活动仪式”带头签名。又《文汇报》报道称胡春华通过信息公开、严格执法，逐步化解了毒奶粉事件给社会带来的不良影响。

### 执掌内蒙
2009年11月，中共中央调胡春华接替储波，担任中共内蒙古自治区党委书记；次年1月，又当选内蒙古自治区人大常委会主任。 在内蒙古任职期间，内蒙古发生了因牧民被卡车轧死，爆发大规模的抗议。。胡春华称：“最近发生在锡盟的两起案件，性质恶劣，民愤极大。自治区党委、政府对这两起案件高度重视，态度非常明确，坚决依法从重从快，予以严惩。”根据《文汇报》的报道，胡春华在内蒙古把扶贫开发当作头号民生工程，2011年，内蒙古全区各级财政民生投入1,956亿元，较上年增加300亿元，主要民生领域的财政支出增长都在20%以上。

### 主政廣東
2012年11月15日，在中共十八届一中全會上，49岁的胡春华晋升中共中央政治局委員，成为党和国家领导人。12月18日，胡春华接替即将在次年3月担任国务院副总理的汪洋，出任中共广东省委书记，成为广东改革开放以来最年轻的省委书记。2013年8月28日，胡春华在广东省各民主党派负责人暑期座谈会上称：“要始终坚持中国共产党的领导……要坚定走中国特色社会主义政治发展道路，引导广大成员坚持走中国特色社会主义政治发展道路，自觉抵制西方政治制度和政党制度的渗透影响，在实践中增强对社会主义制度的自信和认同”。2016年6月到9月，陆丰市东海镇烏坎村党支部书记兼村民委员会主任林祖恋被抓最后获刑，乌坎村村民为了争取土地权益并要求释放林祖恋长期连续进行抗议，2016年9月13日凌晨，大批警察闯入村内进行抓人，双方发生流血冲突，大约70个村民被抓。据BBC报道，本次镇压行动是省委书记胡春华直接下令的，目的是证明自己有临危不乱的能力，以便在2017年的中共十九大上能够顺利成为中央政治局常委；而中共高层认为，如何处理乌坎问题将是考验胡春华能否入常的一个重要因素。

### 進入中央
2017年10月25日，在中共十九届一中全会上，胡春华继续留任中央政治局委员。10月28日，不再兼任广东省委书记、常委、委员，由中共第十九届中央政治局委员李希兼任广东省委书记。先前胡春华因年龄优势，一直被视为是中共十九届中央政治局常委的热门人选。在十八届中央政治局中，他和孙政才都是15名新成员之一，《纽约时报》评论称这被视为他们正走在通往政治局核心层的路上，有年龄优势的他们很有机会在2017年召开的中共十九大上进入中共中央政治局常委会。而如成功晋身常委，将使他们有机会在2022年中共二十大习近平和李克强卸任之后，竞争党内最高领导的职务，成为中共第六代領導人。胡春华被普遍认为是胡锦涛培养的隔代总书记接班人。

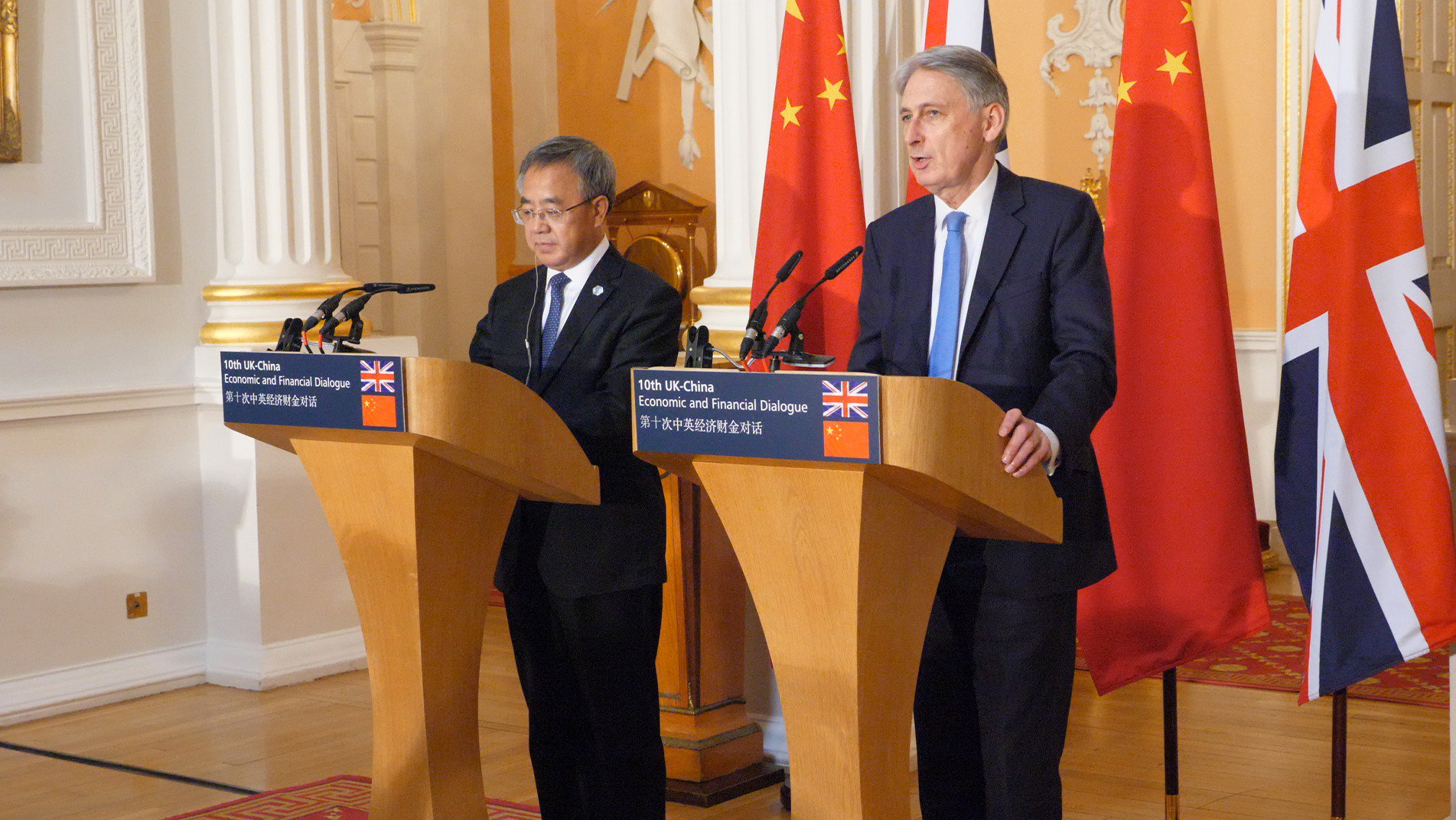
2019年与菲利普·哈蒙德会面

2018年3月19日，根据国务院总理李克强提名，55岁的胡春华在第十三届全国人民代表大会第一次会议第七次全体会议上被任命为国务院副总理，在四位副总理中排名第三，是四位副总理中最年轻的，负责主管三农、扶贫、商务、贸易工作，同时担任中央农村工作领导小组组长。2019年8月15日，兼任国务院根治拖欠农民工工资工作领导小组组长。10月24日，兼任国家脱贫攻坚普查领导小组组长。纽约州立大学奥尔巴尼分校政治学教授陈澄认为，胡春华主管的是习近平比较重视的扶贫一类的工作，为胡春华在中共二十大升任中共中央政治局常委带来优势。2021年5月，美国《华尔街日报》报道称中国政府考虑由胡春华接替另一位副总理刘鹤，担任中美全面经济对话牵头人，其后中国商务部否认相关报道。

### 二十大后
2022年10月22日， 中共二十大闭幕，并选出第二十届中央委员会，胡春华入选中央委员。次日召开的中共二十届一中全会上，59岁的胡春华落选由24人组成的第二十届中共中央政治局，宣告其将在2023年第十四届全国人民代表大会召开后卸任副总理，并离开中共的权力核心。法国国际广播电台认为从胡锦涛培养的隔代总书记接班人到59岁就被迫退居二线，胡春华和2017年就被中纪委拿下的孙政才都是习近平为了再次连任和提拔亲信的权斗牺牲品。
2022年12月2日，在北京作为中俄总理定期会晤委员会中方主席与俄罗斯副总理、委员会俄方主席切尔内申科共同主持召开中俄总理定期会晤委员会第二十六次会议。12月8日至10日，应吉尔吉斯斯坦、乌兹别克斯坦政府邀请，访问吉尔吉斯斯坦、乌兹别克斯坦。
2022年12月17日，在伊朗首都德黑兰会见伊总统易卜拉欣·莱希。一个月之后，在中国政府的居中调停下，于北京进行4天的会谈后，沙特阿拉伯和伊朗的代表团两国同意重新建立外交关系，并重开大使馆。
2023年1月17日，胡春华当选第十四届全国政协委员。同年3月10日当选第十四届全国政协副主席，在23位副主席中排名第二，在石泰峰之后，同月任全国政协党组副书记。
2023年12月16日，胡春华以全国政协副主席和习近平特使的身份在塔那那利佛出席马达加斯加总统拉乔利纳的就职典礼。
2025年8月20日，为庆祝西藏自治区成立80周年，习近平率领以王沪宁为团长、蔡奇等党和国家领导人组成的中央代表团抵达拉萨参加活动。这是自治区成立以来最高规格的一次西藏周年庆祝活动，曾在西藏工作过的胡春华是中央代表团人员之一。

## 讲话和报告
- 《在世界经济论坛东盟会议开幕式上的致辞》（2018年9月12日）
- 《扎实推进新一轮农村改革——在庆祝农村改革40周年座谈会上》（2018年12月10日）
- 《加快农业农村现代化》2020-12-01 人民日报
- 《在纪念陈慕华同志诞辰100周年座谈会上的讲话》（2021年6月21日）
- 《建设宜居宜业和美乡村》2022-11-15 人民日报

## 家族
- 父亲：王明俊
- 母亲：胡长梅